# قاعة مشاهير كرة القدم الإيطالية
قاعة مشاهير كرة القدم الإيطالية (بالإيطالية: Hall of Fame del calcio italiano)‏ هي قاعة مخصصة لمشاهير كرة القدم الإيطالية والتي يروج لها الاتحاد الإيطالي لكرة القدم، وتقع القاعة في متحف الكالتشيو (بالإيطالية: Museo del Calcio)‏ في مدينة كوفرسيانو بإيطاليا. وتهدف القاعة إلى تعزيز تراث وتاريخ وثقافة وقيم كرة القدم الإيطالية. وبدءاً من عام 2011، يتم إضافة أعضاء جدد في نهاية كل موسم، وينقسمون إلى عدة فئات مختلفة (لاعب كرة قدم إيطالي، مدرب إيطالي، لاعب مخضرم إيطالي، لاعب كرة قدم أجنبي، حكم إيطالي، مسؤول إيطالي، نجم تم تكريمه بعد وفاته). وفي عام 2014، تم إضافة فئة كرة القدم النسائية. وفي عام 2018 كذلك، تمت إضافة فئة جائزة اللعب النظيف تكريماً للاعب كرة القدم الإيطالي الراحل دافيدي أستوري.

## المختارون حسب السنة
| السنة | لاعب إيطالي        | مدرب إيطالي              | لاعب مخضرم إيطال   | حكم إيطالي                   | مسؤول إيطالي       | لاعب أجنبي          | لاعبة إيطالية     | نجوم توفوا | جائزة اللعب النطيف (دافيدي أستوري) | جائزة خاصة  |
| ----- | ------------------ | ------------------------ | ------------------ | ---------------------------- | ------------------ | ------------------- | ----------------- | --- | ---------------------------------- | ----------- |
| 2011  | روبرتو باجو        | مارتشيلو ليبي أريغو ساكي | لويجي ريفا         | بييرلويجي كولينا             | أدريانو غالياني    | ميشيل بلاتيني       | لم تمنح           | أوتورينو باراسي، إنزو بيرزوت، فولفيو برنارديني، جيوفاني فيراري، أرتيميو فرانشي، جيوفاني ماورو، جوزيبي مياتزا، سيلفيو بيولا، فيتوريو بوتسو، غايتانو شيريا، فيروتشو فالكاريدجي | لم تمنح                            | لم تمنح     |
| 2012  | باولو مالديني      | جوفاني تراباتوني         | دينو زوف           | لويجي أغنولين، باولو كازارين | جامبييرو بونيبيرتي | ماركو فان باستن     | لم تمنح           | كونسيتو لو بيلو، فالانتينو مازولا، نيريو روكو، أنجيلو سكيافيو | لم تمنح                            | لم تمنح     |
| 2013  | فرانكو باريزي      | فابيو كابيلو             | جاني ريفيرا        | سيرجيو غونيلا لويجي أغنولين  | ماسيمو موراتي      | غابرييل باتيستوتا   | لم تمنح           | إرالدو مونزيليو | لم تمنح                            | لم تمنح     |
| 2014  | فابيو كانافارو     | كارلو أنشيلوتي           | ساندرو ماتسولا     | ستيفانو براشي                | جوزيبي ماروتا      | دييغو مارادونا      | كارولينا موريس    | جاكومو بولغاريلي، كارلو كاركانو، فيروتشو نوفو | لم تمنح                            | لم تمنح     |
| 2015  | جانلوكا فيالي      | روبرتو مانشيني           | ماركو تارديلي      | روبيرتو روسيتي               | كرادو فيرلاينو     | رونالدو             | باتريسيا بانيكو   | أومبرتو أنييلي، جاشينتو فاكيتي، هيلينيو هيريرا | لم تمنح                            | لم تمنح     |
| 2016  | جوزيبي بيرغومي     | كلاوديو رانييري          | باولو روسي         | غراتسيانو سيزاري (إلغاء)     | سيلفيو برلسكوني    | باولو روبرتو فالكاو | ميلانيا كابياديني | جوليو كامباناتي، تشيزاري مالديني، نيلس ليدهولم | لم تمنح                            | لم تمنح     |
| 2017  | أليساندرو دل بييرو | أوزفالدو بانولي          | برونو كونتي        | لم تمنح                      | سيرجيو كامبانا     | رود خوليت           | إليزابيتا فيجنو   | ستيفانو فارينا، إيتالو ألودي، ملعب ريناتو دالارا، أرباد فايسز | لم تمنح                            | لم تمنح     |
| 2018  | فرانشيسكو توتي     | ماسيميليانو أليغري       | جانكارلو أنتونيوني | نيكولا ريتزولي               | أنطونيو ماتارسي    | خافيير زانيتي       | ميلينا بيرتوليني  | أميديو أماداي، جياني بريرا (جائزة خاصة), جوزيبي فياني | إيجور تروشيا                       | جياني بريرا |
| 2019  | أندريا بيرلو       | كاورلو مازوني            | غابرييلي أوريالي   | Alberto Michelotti           | انطونيو بيركاسي    | زبيغنيو بونيك       | سارة غاما         | بييترو أناستازي، لويجي راديشي | Mattia Agnese, روميلو لوكاكو       | لم تمنح     |